# Shen Shi
Ne doit pas être confondu avec Shi Shen.
 (septembre 2013).
Shen Shi ou Chen Che ou Shēn Shih, surnoms: Maoxue ou Mouxue et Zideng, nom de pinceau: Qingmen Shenren est un peintre chinois des XVIe – XVIIe siècles, originaire de la province du Zhejiang. Ses dates de naissance et de décès ne sont pas connues.

## Biographie
Shen Shi est un collectionneur de peintures et de calligraphies.

Il est connu comme peintre de paysages, de fleurs et d'oiseaux. Le Musée du Palais de Pékin conserve de lui un rouleau en longueur signé et daté soit 1571, soit 1631: Vue de la montagne aux Neuf Dragons, et le National Palace Museum de Taipei, deux peintures sur éventail représentant des fleurs.